# Fekete PN
A Fekete PN (E151) (más néven Brillantfekete BN, Brilliant Black BN, Brilliant Black PN, Brilliant Black A, Black PN, Food Black 1, Naphthol Black, C.I. Food Brown 1, vagy C.I. 28440) egy szintetikus, vízoldékony színezőanyag, mely általában tetranátrium-sóként (néha kalcium- vagy káliumsóként), granulátum vagy finom por formájában kapható.
Általában desszertek, édességek, jégkrémek, mustár, lekvárok, üdítőitalok, ízesített tejitalok, halpástétomok és más élelmiszerek színezésére használják.
Aszpirinérzékenyeknél allergiás reakciókat okozhat, valamint hisztaminfelszabadító hatása miatt az asztmás tüneteket erősítheti.[forrás?]